# Pokrajcsevo
Pokrajcsevo (macedónul: Покрајчево) település Észak-Macedóniában, a Délkeleti körzetben, a Radovisi járásban.

## Népesség
| Lakosok száma | 213  | 260  | 303  | 324  | 390  | 433  | 415  | 434  | 319  |
|               | 1948 | 1953 | 1961 | 1971 | 1981 | 1991 | 1994 | 2002 | 2021 |

- 2002-ben 434 lakosa volt, akik mindannyian macedónok.